# Charles Ménétrier
Charles Ménétrier, que empleaba el seudónimo Charles Listener (París, 6 de agosto de 1811-Vimont, 16 de mayo de 1888), fue un escritor, dramaturgo, periodista y crítico literario francés.

## Biografía
Trabajó como periodista en La Tribune, L'Entr'acte, Le Magasin pittoresque y en la Revue et Gazette des Théâtres. Asimismo, era amigo de Camille Corot. Sus obras se representaron sobre los tablones del Gymnase-Enfantin.

## Obras
- 1833 : Caliban, par deux ermites de Ménilmontant rentrés dans le monde, con Édouard Pouyat
- 1836 : Le cœur d'une mère, comédie en vaudeville en un acto, con Xavier Veyrat
- 1837 : Le Nabab, ou la Sœur des anges, comedia en un acto
- 1840 : Arthur de Bretagne, en un acto
- 1841 : Un bal d'enfants, comédie en vaudeville en un acto
- 1842 : Les Enfants d'Armagnac, en un acto
- 1876 : Galerie historique de la Comédie Française pour servir de complément à la Troupe de Talma, con Edmond-Denis De Manne

### Citas
1. ↑  «Charles Ménétrier (1811-1888)» (en francés). Biblioteca Nacional de Francia. Consultado el 30 de julio de 2018.
2. ↑  Rodolphe Walter, Élisabeth Foucart-Walter, Corot à Mantes, 1997, p. 48